# Ouistiti argenté
Mico argentatus, Callithrix argentata
Espèce
Synonymes
- Callithrix argentata

Statut de conservation UICN

 LC  : Préoccupation mineure
Statut CITES
Le Ouistiti argenté  (Mico argentatus ou Callithrix argentata) désigne une espèce de primate de la famille des Callitrichidae qui se rencontre en Amérique du Sud.
C'est un des premiers singes du Nouveau Monde à avoir été décrit en Occident. Au XVIIIe siècle, le comte de Buffon le décrit dans son Histoire naturelle comme « le Mico ».

## Autres noms
Silvery marmoset. Sagui-branco-de-cauda-preta (Brésil).

## Distribution
On rencontre cette espèce au nord du Brésil, au sud de l’Amazone, depuis l’embouchure de l’Amazone jusqu’à Santarém. Sa répartition s’étend au sud sur une bande de 600 km de long dans le nord du Pará. Elle est présente au nord jusqu’à l’Amazone, au sud jusqu’à la confluence des Rios Curuá et Irirí, à l’ouest jusqu’au Rio Tapajós-Cuparí et à l’est jusqu’à l’embouchure du Rio Tocantins.

Le Rio Xingú traverse le cœur de la répartition, sans effet de subspécification. Sa distribution géographique recoupe partiellement celle du tamarin à mains noires (Saguinus niger). 

## Hybridation
Aucune hybridation connue.

## Habitat
Cet animal vit dans la basse forêt primaire de la terra firme, dans la forêt secondaire (essentiellement la capoeira au sud-est de Ferreira-Penna) et dans la forêt de sable blanc (au sud de Santarém), zone à faible diversité et les végétaux qui y poussent se défendent efficacement contre les prédateurs en produisant des alcaloïdes toxiques.

## Sympatrie et association
S’associe au Tamarin noir (Saguinus niger).

## Description
Ce primate est gris argenté sur le dessus et jaune crème dessous. La queue est toute noire, la tête est blanc crème avec la face et les oreilles nues et roses. Les pieds et les mains sont légèrement plus sombres que le reste du corps. Les incisives sont plus courtes que celles des Callithrix.

## Mensurations
Le corps mesure de 21 à 22,5 cm, avec une queue de 30 à 34 cm. Le poids atteint 356 g pour les mâles et 320 g pour les femelles.

Le rapport longueur bras/jambes (x100) est de 76 et le caryotype vaut 2n = 44.

## Domaine
15,5 ha avec un cœur de 2,25ha (SE de Ferreira-Penna).

## Locomotion
C'est un animal quadrupède.

## Activités, comportement
Cet animal est diurne et arboricole.

Il parcourt chaque jour 1 030 m (de 630 à 1 710 m), à la SE de Ferreira-Penna. Il utilise tous les strates de la forêt mais de préférence les bas et moyens niveaux (6-15m) et ses dortoirs les plus fréquents se trouvent dans le cœur du domaine, à la SE de Ferreira-Penna.

## Alimentation
C'est un frugivore-gommivore-insectivore. Il n’exploite la gomme que saisonnièrement, comme en témoignent ses incisives plus courtes que celles du Ouistiti du Nordeste (Callithrix jacchus) hautement gommivore. Lorsqu’il incise l’écorce du quinquina (Cinchona sp.) pour en récolter la gomme, il entre en contact avec la quinine sécrétée par l’arbre. Heureusement, ce singe conserve une bonne sensibilité gustative, notamment à la quinine (seuil de détection dès 6 mg/l), ce qui minimise ses risques d’empoisonnement. À Caxiuanã, il consomme la gomme de parkia (Parkia ulei) et de pau-pombo (Tapirira guianensis).

## Communication orale
Il émet des appels longue distance (0,5 s) dont la fréquence (sans modulation) est comprise entre 5,5 et 9 kHz, ce sont des délimitations acoustiques du territoire. Il émet aussi des trilles suraigus qu’il produit en faisant vibrer sa langue bouche ouverte. En cas de menace terrestre, il lance un agressif ‘tsee-tsee-tsee’ de 0, 07 s avec une fréquence de 5,4 à 14 kHz tout en approchant et mobbant le prédateur. Il émet un sifflement aigu en cas de menace aérienne, durant 0,04 s et à une fréquence de 18 kHz, et qui peut entraîner une immobilité totale d’une heure et plus.

## Menaces
La déforestation demeure la principale menace contre cet animal.

## Conservation
FN de Caxiuanã (dont SE de Ferreira Penna) et FN du Tapajós, au Brésil.